# Мойсевич, Павел Леонидович
Павел Леонидович Мойсевич (род. 29 сентября 2004, Щомыслица, Минская область) — белорусский хоккеист, вратарь.

## Биография
Начинал заниматься хоккеем в секции по хоккею с шайбой ФОЦ Фрунзенского района Минска под руководством Олега Фокина, затем перешёл в СДЮШОР УФКиС Мингорисполкома (позже — СДЮШОР им. Руслана Салея). В сезоне 2020/21 дебютировал в высшей лиге чемпионата Белоруссии в составе клуба «Соболь» Берёза, в следующем сезоне играл за команду «Беларусь U18».
Летом 2022 года перешел в систему клуба КХЛ «Сочи», провёл пять матчей в МХЛ за «Капитан» Ступино, 17 ноября 2022 года был обменян в СКА на Павла Ромашкина и Никиту Димитрова. 25 октября 2023 года дебютировал в КХЛ — в гостевом матче СКА против «Куньлунь Ред Стар» (6:3) при счёте 1:3 на 13-й минуте сменил Артемия Плешкова и отразил все 12 бросков.
5 декабря 2023 года в матче с «Автомобилистом» побил вратарские рекорды по продолжительности сухой серии со старта сезона и со старта карьеры в КХЛ. При счете 0:2 на 17-й минуте заменил Никиту Серебрякова и ни разу не пропустил в игровое время. Сухая серия Мойсевича в КХЛ продлилась до 180 минут 28 секунд, и он превзошел достижение голкипера московского «Спартака» Джеффа Гласса, который не пропускал со старта сезона на протяжении 153 минут 6 секунд. 
3 января 2024 года в матче с «Витязем» переписал оба рекорда. Для Мойсевича это был седьмой матч за карьеру в КХЛ, и первый полностью проведенный. Он парировал 17 из 18 бросков. Сухая серия завершилась на отметке 242 минуты 55 секунд, ее прервал форвард «Витязя» Иван Воробьев.
В апреле 2024 года в составе «СКА-1946» стал обладателем Кубка Харламова. В финальной серии до четырех побед «СКА-1946» был сильнее «Локо» со счетом 4-1. Мойсевич принял участие во всех матчах. Помимо того, в составе «СКА-Невы» в ВХЛ провел 19 встреч, в 10 из которых его команда победила.
16 апреля 2024 года попал в финальный преддрафтовый рейтинг Центрального скаутского бюро НХЛ. В перечне 18 вратарей, выступающих в Европе, получил четвертую позицию. 29 июня был выбран «Вегасом» в третьем раунде под номером 83.
В ноябре 2024 года впервые попал в число лауреатов недели КХЛ (12-я неделя сезона-2024/25), став лучшим новичком отрезка. В 2 играх парировал 94,4% бросков с коэффициентом надежности 2.00, а в победном для питерцев поединке с «Торпедо» сделал рекордные в своей карьере 43 сэйва.
В марте 2025 года уроженец Беларуси начал процедуру получения российского гражданства. В апреле получил вызов в сборную России для подготовки к товарищескому турниру в Астане.